# Општина Преутешти (Сучава)
Преутешти (рум. Preuteşti) општина је у Румунији у округу Сучава.
Oпштина се налази на надморској висини од 256 m.